# Marcelo Pagani
Marcelo Ernesto Pagani, né le 19 août 1941 à Santa Fe en Argentine, est un footballeur international argentin qui évoluait au poste d'attaquant.

## Biographie

### Carrière en club
Il dispute 24 matchs en première division italienne, pour deux buts inscrits.

### Carrière en sélection
Avec l'équipe d'Argentine, il joue cinq matchs et inscrit deux buts entre 1961 et 1962. 
Il figure dans le groupe des sélectionnés lors de la Coupe du monde de 1962. Lors du mondial organisé au Chili, il joue deux matchs : contre la Bulgarie puis contre la Hongrie.